# Pia Locatelli
Pia Elda Locatelli (ur. 13 sierpnia 1949 w Villa d’Almè) – włoska polityk, nauczyciel, eurodeputowana i posłanka krajowa, przewodnicząca Partii Socjalistycznej.

## Życiorys
Ukończyła studia magisterskie z zakresu językoznawstwa (1973) i ekonomia (1990). Pracowała jako nauczycielka (m.in. literatury angielskiej), prowadziła własną działalność gospodarczą.
Zaangażowała się w działalność Włoskiej Partii Socjalistycznej. Po jej rozwiązaniu działała m.in. w ugrupowaniu Włoscy Demokratyczni Socjaliści, wchodząc w skład władz krajowych tej formacji. W latach 1980–1995 sprawowała mandat radnej Bergamo.
Od 1992 do 1999 pełniła funkcję wiceprzewodniczącej Międzynarodówki Socjalistycznej Kobiet. W 2004 została przewodniczącą tej organizacji, a także zastępcą przewodniczącego Międzynarodówki Socjalistycznej. W tym samym roku uzyskała mandat posła do Parlamentu Europejskiego z ramienia koalicyjnego Drzewa Oliwnego, w PE zasiadała do 2009. Od 2007 należy do powstałej z połączenia kilku małych centrolewicowych ugrupowań Partii Socjalistycznej. W 2008 została formalną przewodniczą tego ugrupowania. W 2013 w ramach porozumieniu PSI z PD uzyskała miejsce na liście wyborczej tej ostatnie, została wybrana do Izby Deputowanych XVII kadencji.